# 요코테촌
요코테촌(일본어: 横手村)은 일본 구마모토현 호타쿠군에 설치되었던 촌이다.

## 역사
- 1889년 4월 1일 - 정촌제 시행에 의해 아키타군 요코테촌이 성립하였다.
- 1896년 4월 1일 - 다쿠마군과 합병해 호타쿠군이 되었다.
- 1921년 6월 1일 - 구마모토시에 편입되었다.

## 참고 문헌
- 角川日本地名大辞典編纂委員会, 『角川日本地名大辞典 43 熊本県』1987, 角川書店